# Estadio IPD de Moyobamba
El Estadio Regional del IPD Moyobamba, más conocido como Estadio IPD de Moyobamba, es un estadio ubicado en la ciudad de Moyobamba, provincia de Moyobamba, departamento de San Martín en Perú. Es utilizado actualmente por Unión Comercio, que si bien es de la ciudad de Nueva Cajamarca, disputó sus partidos allí desde su ascenso a la Primera División del Perú desde 2011 a 2016, volviendo a usarlo para su localía desde 2019 en la Liga 1. También, es sede de otros clubes locales, como el Atlético Belén de la Copa Perú.
El estadio cuenta con dos tribunas en Occidente y Oriente, además de una pequeña tribuna en la parte posterior del arco sur.
Actualmente su capacidad es de aproximadamente 8000 espectadores.

## Localía del Unión Comercio
En la Copa Perú 2010, luego de haber clasificado como campeón departamental de San Martín, Unión Comercio había sido uno de los clasificados de la Región II. No obstante, por motivos de infraestructura, ya no se le permitía jugar en su ciudad natal, Nueva Cajamarca, por lo que buscó otras sedes. Fue elegido el Estadio IPD de Moyobamba y ahí, jugó las rondas de octavos de final, cuartos de final y semifinales.
En la etapa del Descentralizado, Unión Comercio en su primera temporada, usó fundamentalmente el IPD de Moyobamba, aunque alternó de vez en cuando, con los estadios Carlos Vidaurre de Tarapoto e Inca Pachacútec de Rioja. Desde la temporada 2012, se asentó únicamente en Moyobamba, siendo su único estadio hasta fines de 2016. Para 2017, quedó lista la reinauguración del Estadio IPD de Nueva Cajamarca, ubicado en la ciudad natal de El Poderoso de Alto Mayo, volviendo a su localidad para ese año y dejando de jugar en el IPD de Moyobamba.

## Ampliación truncada

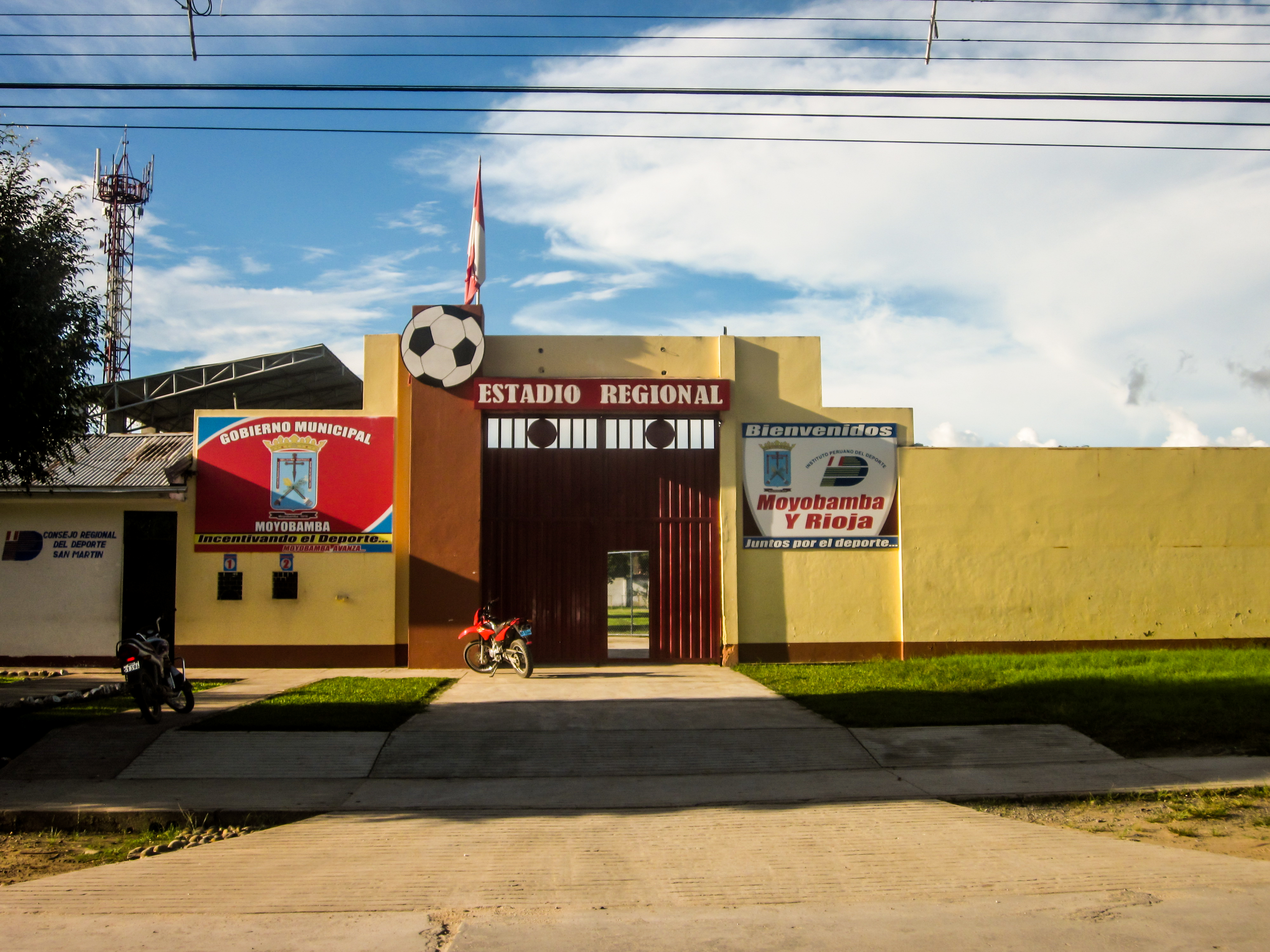
Ingreso al Estadio Regional de San Martín en Moyobamba

Con la clasificación del Unión Comercio a la Copa Sudamericana 2015, se tenía previsto que los partidos se jueguen en dicho recinto deportivo, pero las reglas de la Conmebol solicitaban una capacidad total mínima de 10 000 espectadores, además de la iluminación necesaria para que los partidos se puedan desarrollar en la noche. Por ello, se planeó la construcción de nuevas tribunas para albergar a 10 000 espectadores en su totalidad, además de la instalación de subestaciones de potencia para la instalación de las luces para que los partidos se puedan desarrollar en horas de la noche. No obstante, los retrasos y desacuerdos, junto al mayor interés de Unión Comercio de ejercer próximamente su localía en Nueva Cajamarca, hizo que este proyecto quedase congelado y que se mantuviese el estadio tal y como estaba. Finalmente, en la Copa Sudamericana de ese año, Unión Comercio ejerció su localía en Lima, quedando eliminado en la primera ronda.

## Retorno del Unión Comercio
Tras dos años jugando en Nueva Cajamarca, Unión Comercio no tuvo el éxito y apoyo esperado por parte de la afición de allí, pese a jugar en un estadio más grande y siendo en su ciudad natal. Por esas razones, solicitó el retorno al IPD de Moyobamba, volviendo a jugar ahí en 2019, donde se mantiene actualmente.

## Récord de asistencia
En la fecha final del Campeonato Descentralizado 2011, el Estadio IPD de Moyobamba recibió 4.215 espectadores para el encuentro entre Unión Comercio y Universitario. El encuentro finalizó 3-2 para los locales.

## Finales de Torneos y Definiciones
| Fecha      | Local          | Resultado | Visitante    | Competición          |
| ---------- | -------------- | --------- | ------------ | -------------------- |
| 24-11-2019 | Unión Comercio | 2 - 3     | Alianza Lima | Torneo Clausura 2019 |